# Javier García García
Javier García García (Gerona, España, 5 de octubre de 1977) es un exfutbolista y entrenador de fútbol español que se desempeñaba como defensa. Actualmente dirige al Futbol Club Penya d'Andorra de la Primera División de Andorra.

## Trayectoria

### Como jugador
Desarrolló su carrera como futbolista en equipos como el UE Lleida, el Recreativo de Huelva y el Granada CF en los que jugó en la posición de lateral derecho. Pondría fin a su carrera como jugador al término de la temporada 2009-10, en las filas del Granada CF en la Segunda División B de España.

### Como entrenador
En la temporada 2012-13, firma como segundo entrenador del Granada CF en la Primera División de España, formando parte del cuerpo técnico de Fabri González.
En la temporada 2013-14, sería segundo entrenador del Recreativo Granada en el Grupo IV de la Segunda División B de España.
En la temporada 2014-15, da el salto como primer entrenador y firma por el Atarfe Industrial Club de Fútbol de la Tercera División de España.
En la temporada 2017-18, formaría parte de la secretaría técnica del CF Peralada en el Grupo III de la Segunda División B de España. En diciembre de 2017, tras la marcha de Juan Carlos Moreno Rodríguez, asumiría las riendas del equipo hasta la llegada de Narcís Pelach, "Chicho", en el que pasa a ser segundo entrenador.
El 21 de abril de 2021, se convierte en entrenador de la UD Maracena de la Tercera División de España, al que dirigiría hasta el final de la temporada.
El 15 de noviembre de 2021, firma como segundo entrenador del Águilas Fútbol Club de la Segunda División RFEF.
El 10 de enero de 2024, firma como entrenador del Futbol Club Penya d'Andorra de la Primera División de Andorra.

## Clubes

### Como jugador
| Club                               | País   | Año       |
| ---------------------------------- | ------ | --------- |
| Granada C. F.                      | España | 1997-1999 |
| U. E. Lleida                       | España | 1999-2001 |
| R. C. Recreativo de Huelva         | España | 2001-2005 |
| Granada C. F., CD Béjar Industrial | España | 2006-2010 |

### Como entrenador
| Club                                              | País   | Año             |
| ------------------------------------------------- | ------ | --------------- |
| Granada CF (2º Entrenador)                        | España | 2012-2013       |
| Recreativo Granada (2º Entrenador)                | España | 2013-2014       |
| Atarfe Industrial Club de Fútbol                  | España | 2014-2015       |
| CF Peralada (Secretario técnico y 2.º entrenador) | España | 2017-2019       |
| UD Maracena                                       | España | 2021            |
| Águilas Fútbol Club (2º Entrenador)               | España | 2022            |
| Futbol Club Penya d'Andorra                       | España | 2024-actualidad |